# Athyrium angustum
Жіноча папороть північна (Athyrium angustum) — вид папоротей родини безщитникові (Athyriaceae). Певний час вважався синонімом Athyrium filix-femina, але зараз він визнаний як окремий вид.

## Поширення
Вид поширений на північному сході Північної Америки: США, Канада, Гренландія, Сен-П'єр і Мікелон.